# Iron Savior
Gli Iron Savior sono un gruppo power metal tedesco fondato nel 1997 da Piet Sielck, Kai Hansen (Helloween, Gamma Ray) e Thomas Stauch (Blind Guardian).

## Storia degli Iron Savior
Dopo molti anni dietro le quinte nel settore della produzione musicale, il polistrumentista e produttore Piet Sielck, con l'ex compagno di band Kai Hansen e il batterista dei Blind Guardian, Thomas Stauch, dà vita a questo nuovo progetto, che fonde il power metal a dei testi che trattano tematiche fantascientifiche.
L'album di debutto della band introduce infatti una storia che si svilupperà nel corso di più dischi e anni; al centro del racconto c'è una nave spaziale chiamata appunto Iron Savior, e si narra del suo rapporto con la mitica civiltà perduta di Atlantide.
Il sound del gruppo è stato paragonato a band heavy metal di stampo classico come Judas Priest e Iron Maiden. La presenza di Kai Hansen nei primi dischi ha conferito uno stile fortemente influenzato da Gamma Ray ed Helloween.
Nel corso della sua storia, la band ha pubblicato: undici album in studio, due EP, due singoli, un album dal vivo e una raccolta.
Nonostante i numerosi cambi di formazione, il leader Piet Sielck ha portato avanti il progetto, ed è attualmente l'unico membro fondatore rimasto.

## Formazione

### Formazione attuale
- Piet Sielck – voce, chitarra
- Jan S. Eckert – basso
- Joachim "Piesel" Küstner – chitarra
- Patrick Klose - batteria

### Ex componenti
- Kai Hansen – voce, chitarra
- Yenz Leonhardt – basso
- Andreas Kück – tastiere
- Thomas Nack – batteria
- Dan Zimmermann – batteria
- Thomas Stauch – batteria

## Discografia

### Album in studio
- 1997 – Iron Savior
- 1998 – Unification
- 2001 – Dark Assault
- 2002 – Condition Red
- 2004 – Battering Ram
- 2007 – Megatropolis
- 2011 – The Landing
- 2014 – Rise of the Hero
- 2016 – Titancraft
- 2019 – Kill or Get Killed
- 2020 – Skycrest

### Ri-edizioni
- 2015 – Megatropolis 2.0

### Album dal vivo
- 2015 – Live at the Final Frontier

### EP
- 1997 – Iron Savior
- 1999 – Interlude

### Raccolte
- 2017 – Reforged - Riding on Fire

### Singoli
- 1998 – Coming Home
- 2000 – I've Been to Hell

### Partecipazioni
- 2000 – The Keepers of Jericho tributo agli Helloween